# Il treno dei desideri
Il treno dei desideri è stato un programma televisivo andato in onda in prima serata su Rai 1 dal 2006 al 2008, che è stato presentato da Antonella Clerici. Nel 2009 ne è stato realizzato un remake dal titolo I sogni son desideri presentato da Caterina Balivo.

## Storia
Il programma nato nel 2005 da un'idea di Federico Moccia e Barbara Cappi, ha debuttato il 7 gennaio 2006 in prima serata su Rai Uno con la conduzione di Antonella Clerici. Gli autori del programma sono: Barbara Cappi, Fausto Enni, Alessia Ciolfi, Angelo Ferrari, Federico Moccia, Tania Nucera, Dimitri Tollini, Gianni Tramontano.
Come giorno di messa in onda viene scelto il sabato, un giorno difficilissimo dal punto di vista dell'audience: su Canale 5 infatti va in onda La corrida condotto da Gerry Scotti, uno degli show di punta e più costosi di Mediaset.
La trasmissione parte condotta da Antonella Clerici in diretta dallo studio 10 di Cinecittà, mentre Ascanio Pacelli e Nicola Santini svolgevano il ruolo degli inviati. La prima puntata ottiene un ottimo esordio, sfiorando il 30% di share e con quasi 6,5 milioni di spettatori, proseguendo fino al 25 febbraio 2006 ottenendo sempre ottimi ascolti, riuscendo addirittura a battere La corrida per la prima volta in assoluto. La prima edizione chiude con una media di quasi 6 milioni di spettatori e del 27% di share.
Visto il successo ottenuto, il programma torna con una seconda edizione nell'autunno 2006, inizialmente al sabato. La prima puntata del 29 settembre ottiene ottimi ascolti, ma non in grado di battere il varietà Paperissima su Canale 5 condotto da Gerry Scotti e Michelle Hunziker, e quindi dalla seconda puntata viene spostato al giovedì. La seconda edizione chiude il 30 novembre 2006 con una media di quasi 5 milioni e mezzo di spettatori e oltre il 24% di share, con punte di oltre 6 milioni di spettatori.
La terza edizione va in onda nell'autunno 2007 fino al 6 gennaio 2008. Tuttavia la trasmissione, pur ottenendo buoni risultati d'ascolto (quasi 4 milioni di media e oltre il 23% di share), e arrivando nella puntata finale al 34% di share, non raggiunge il successo prefisso dall'emittente, che puntava a battere C'è posta per te su Canale 5, show dal format simile condotto da Maria De Filippi.
Dal 21 aprile 2009 va in onda in prima serata su Rai 1 un remake della trasmissione dal titolo I sogni son desideri condotto da Caterina Balivo, ma che ottiene un successo molto inferiore rispetto alle precedenti edizioni del format originale.
Il programma sarebbe dovuto tornare in onda nell'autunno 2014 sempre su Rai Uno con la conduzione di Antonella Clerici, ma la sua realizzazione è stata poi accantonata a causa dei costi, ritenuti troppo eccessivi dalla RAI. Tuttavia, dall'11 aprile 2015 è andato in onda su Rai 1 un programma dal format simile chiamato Senza parole, sempre con la conduzione di Antonella Clerici, ma che non ha ottenuto successo.

## Meccanismo del programma
Il format, molto simile a Carràmba che sorpresa e Sogni, entrambi presentati da Raffaella Carrà, consisteva in uno spettacolo nel quale si realizzavano i sogni dei telespettatori: ad esempio un matrimonio, una casa, una vacanza, rivedere una persona che non si vedeva da tanto tempo o incontrare un personaggio famoso. Durante il programma ci furono anche dei duetti dal vivo di alcuni fan con i propri cantanti famosi o gruppi musicali preferiti. Antonella Clerici, oltre alla conduzione, fu spesso protagonista di momenti di intrattenimento per il pubblico, cimentandosi in duetti con attori e partecipando a coreografie particolari, tra cui anche uno spogliarello.

## Edizioni
| Edizioni | Titolo del programma  | Conduzione        | Conduzione        | Periodo           | Periodo          | Puntate | Regia           | Studio di messa in onda       |
| Edizioni | Titolo del programma  | Conduzione        | Conduzione        | Inizio            | Fine             | Puntate | Regia           | Studio di messa in onda       |
| -------- | --------------------- | ----------------- | ----------------- | ----------------- | ---------------- | ------- | --------------- | ----------------------------- |
| 1ª       | Il treno dei desideri | Antonella Clerici | Antonella Clerici | 7 gennaio 2006    | 25 febbraio 2006 | 8       | Sergio Colabona | Teatro 10 di Cinecittà a Roma |
| 2ª       | Il treno dei desideri | Antonella Clerici | Antonella Clerici | 29 settembre 2006 | 30 novembre 2006 | 10      | Sergio Colabona | Teatro 10 di Cinecittà a Roma |
| 3ª       | Il treno dei desideri | Antonella Clerici | Antonella Clerici | 15 settembre 2007 | 6 gennaio 2008   | 15      | Sergio Colabona | Teatro 10 di Cinecittà a Roma |
| 4ª       | I sogni son desideri  | Caterina Balivo   | Marco Liorni      | 21 aprile 2009    | 26 maggio 2009   | 6       | Sergio Colabona | Teatro 10 di Cinecittà a Roma |

### Prima edizione (2006)
La prima edizione è andata in onda il sabato sera dal 7 gennaio al 25 febbraio 2006, realizzando fin dagli esordi ottimi indici d'ascolto, tanto da battere La corrida su Canale 5, condotto da Gerry Scotti. La trasmissione era condotta da Antonella Clerici in diretta dallo studio 10 di Cinecittà, mentre Ascanio Pacelli e Nicola Santini svolgevano il ruolo degli inviati.
| Puntata | Messa in onda    | Telespettatori | Share  |
| ------- | ---------------- | -------------- | ------ |
| 1       | 7 gennaio 2006   | 6 349 000      | 29,85% |
| 2       | 14 gennaio 2006  | 5 920 000      | 27,30% |
| 3       | 21 gennaio 2006  | 5 598 000      | 25,96% |
| 4       | 28 gennaio 2006  | 5 651 000      | 27,35% |
| 5       | 4 febbraio 2006  | 5 709 000      | 26,85% |
| 6       | 11 febbraio 2006 | 5 948 000      | 29,26% |
| 7       | 18 febbraio 2006 | 5 546 000      | 27,00% |
| 8       | 25 febbraio 2006 | 5 274 000      | 27,37% |
| Media   | Media            | 5 749 000      | 27,62% |

### Seconda edizione (2006)
La seconda edizione è andata in onda il venerdì sera dal 29 settembre al 30 novembre 2006, bissando il successo della prima edizione, ma venendo spostata al giovedì, poiché veniva battuta regolarmente dalla concorrenza di Paperissima.
| Puntata | Messa in onda     | Telespettatori | Share  |
| ------- | ----------------- | -------------- | ------ |
| 1       | 29 settembre 2006 | 5 433 000      | 27,47% |
| 2       | 6 ottobre 2006    | 5 460 000      | 25,48% |
| 3       | 13 ottobre 2006   | 5 709 000      | 25,68% |
| 4       | 20 ottobre 2006   | 5 690 000      | 25,01% |
| 5       | 27 ottobre 2006   | 5 998 000      | 26,09% |
| 6       | 3 novembre 2006   | 5 830 000      | 25,58% |
| 7       | 10 novembre 2006  | 5 325 000      | 22,80% |
| 8       | 17 novembre 2006  | 5 716 000      | 24,66% |
| 9       | 24 novembre 2006  | 6 555 000      | 28,50% |
| 10      | 30 novembre 2006  | 6 236 000      | 26,99% |
| Media   | Media             | 5 795 200      | 25,83% |

### Terza edizione (2007-2008)
La terza edizione è andata in onda il sabato sera, ed è stata legata alla Lotteria Italia, non ottenendo però, nonostante i buoni ascolti, il successo sperato.
| Puntata | Messa in onda     | Telespettatori | Share  |
| ------- | ----------------- | -------------- | ------ |
| 1       | 15 settembre 2007 | 3 871 000      | 24,18% |
| 2       | 22 settembre 2007 | 3 518 000      | 22,03% |
| 3       | 29 settembre 2007 | 3 735 000      | 22,87% |
| 4       | 6 ottobre 2007    | 3 936 000      | 21,60% |
| 5       | 20 ottobre 2007   | 3 548 000      | 20,23% |
| 6       | 27 ottobre 2007   | 3 530 000      | 19,61% |
| 7       | 3 novembre 2007   | 3 573 000      | 19,79% |
| 8       | 10 novembre 2007  | 3 600 000      | 19,88% |
| 9       | 17 novembre 2007  | 3 877 000      | 21,54% |
| 10      | 24 novembre 2007  | 3 489 000      | 19,15% |
| 11      | 1º dicembre 2007  | 4 060 000      | 24,11% |
| 12      | 8 dicembre 2007   | 4 084 000      | 23,34% |
| 13      | 15 dicembre 2007  | 4 023 000      | 23,51% |
| 14      | 22 dicembre 2007  | 4 580 000      | 26,27% |
| 15      | 6 gennaio 2008    | 6 223 000      | 34,81% |
| Media   | Media             | 3 977 000      | 22,91% |

### I sogni son desideri(2009)
A partire dal 21 aprile 2009 è stata infine proposta una sorta di remake dal titolo I sogni son desideri condotta da Caterina Balivo e Marco Liorni, sempre in prima serata su Rai Uno. Il programma è andato in onda fino al 26 maggio 2009 per sei puntate, con ascolti però molto inferiori rispetto alle precedenti edizioni de Il treno dei desideri. Il programma chiude con una media di 4,2 milioni di spettatori e il 17% di share.
Ascolti
| Puntata | Messa in onda  | Telespettatori | Share  |
| ------- | -------------- | -------------- | ------ |
| 1       | 21 aprile 2009 | 4 487 000      | 17,87% |
| 2       | 28 aprile 2009 | 4 178 000      | 16,32% |
| 3       | 5 maggio 2009  | 3 921 000      | 14,95% |
| 4       | 12 maggio 2009 | 4 132 000      | 17,12% |
| 5       | 19 maggio 2009 | 4 342 000      | 17,74% |
| 6       | 26 maggio 2009 | 4 033 000      | 17,49% |
| Media   | Media          | 4 315 000      | 16,92% |